# Фантазії для дорослих
Фантазії для дорослих — французька кінокомедія 2021 року. Режисери й сенаристи Давід Фоенкінос та Стефан Фоенкінос. Продюсери Ерік Альтмайєр, Ніколас Альтмайєр. Світова прем'єра відбулася 10 червня 2021 року; прем'єра в Україні — 17 лютого 2022-го.

## Про фільм
Більшість пар, які довгий час знаходяться у стосунках, переживають період, коли особливо загострюються їх проблеми й негаразди. Для деяких найболючішим і найгострішим стає згасання пристрасті.
У центрі оповіді — шість пар, які саме намагаються боротися з явищем зникнення почуттів. Заради повернення пристрасті у ліжку хтось готовий на домашнє відео, а дехто з радістю запросить третього до спальні. Кожен висвітлює та реалізує власні смаки та підходи, але спільного рішення, яке об'єднає кожного, не існує.
Єдиний вихід із ситуації — спробувати здійснити кожну свою потаємну фантазію.

## Знімались
| Актор          | Роль |
| -------------- | ---- |
| Дені Подалідес |      |
| Сюзанн Клеман  |      |
| Полін Клеман   |      |
| Жеремі Ліпман  |      |
| Ніколя Бедос   |      |
| Селін Саллетт  |      |
| Марі-Жюлі Бауп |      |
| Рамзі Бедіа    |      |
| Жозефін де Мо  |      |
| Аліса Тальйоні |      |
| Крістіан Мілле |      |
| Ален Дуті      |      |